# Kopparbergs läns norra valkrets
Kopparbergs läns norra valkrets var vid valen 1911–1920 till andra kammaren en egen valkrets med tre mandat. Valkretsen avskaffades inför valet 1921, då hela Kopparbergs län bildade en valkrets, Kopparbergs läns valkrets.
Valkretsen omfattade Ovansiljans domsaga och Nedansiljans domsaga.

## Riksdagsmän

### 1912–vårsessionen 1914
- Eskils Hans Hansson, lib s
- Daniel Persson, lib s
- Per Tysk, s

### Höstsessionen 1914
- Eskils Hans Hansson, lib s
- Daniel Persson, lib s
- Per Tysk, s

### 1915–1917
- Daniel Persson, lib s
- Rikard Eronn, s
- Per Tysk, s

### 1918–1920
- Daniel Persson, lib s (1/1–24/5 1918)
  - Anders Olsson, lib s (17/6 1918–1920)
- Rikard Eronn, s vgr (1/1–31/10 1918)
  - Lars Alvin, s vgr (4/11 1918–1920)
- Hans Hansson, s vgr

### 1921
- Jones Erik Andersson, bf
- Eskils Hans Hansson, lib s
- Anders Olsson, lib s

## Valresultat

### 1911
| Parti                | Parti                                     | Röster         | Röster | Röster | Mandatfördelning | Mandatfördelning |
| Parti                | Parti                                     | Antal          | %      | +− %   | Antal            | +−               |
| -------------------- | ----------------------------------------- | -------------- | ------ | ------ | ---------------- | ---------------- |
|                      | Liberala samlingspartiet                  | 4 308          | 53,86  | —      | 2                | —                |
|                      | Sveriges socialdemokratiska arbetareparti | 2 056          | 25,70  | —      | 1                | —                |
|                      | Allmänna valmansförbundet                 | 1 633          | 20,42  | —      | 0                | —                |
|                      | Övriga partier                            | 2              | 0,02   | —      | —                | —                |
| Antal giltiga röster | Antal giltiga röster                      | 7 999          | 100,0  |        | 3                |                  |
| Ogiltiga röster      | Ogiltiga röster                           | 28             |        |        |                  |                  |
| Totalt               | Totalt                                    | 8 025 (49,4 %) |        |        |                  |                  |

Allmänna valmansförbundet (M) ställde upp till val med partibeteckningen Landtmannagruppen.
Liberalerna (L) och Socialdemokraterna (S) ställde upp till val i en valkartell med partibeteckningen De frisinnade (6 364 röster; 4 308 liberala röster och 2 056 socialdemokratiska).
Rösterna på övriga partier hade beteckningen Fria gruppen.
Inför valet upptogs 18 265 personer i röstlängden. Av dessa var 16 260 (89,0 %) personer röstberättigade och 2 005 (11,0 %) icke röstberättigade.

### Våren 1914
| Parti                | Parti                                     | Röster         | Röster | Röster | Mandatfördelning | Mandatfördelning |
| Parti                | Parti                                     | Antal          | %      | +− %   | Antal            | +−               |
| -------------------- | ----------------------------------------- | -------------- | ------ | ------ | ---------------- | ---------------- |
|                      | Liberala samlingspartiet                  | 4 569          | 47,64  | -6,22  | 2                | 0                |
|                      | Sveriges socialdemokratiska arbetareparti | 3 578          | 37,31  | +11,61 | 1                | 0                |
|                      | Allmänna valmansförbundet                 | 1 443          | 15,04  | -5,38  | 0                | 0                |
|                      | Övriga partier                            | 1              | 0,01   | -0,01  | —                | —                |
| Antal giltiga röster | Antal giltiga röster                      | 9 591          | 100,0  |        | 3                |                  |
| Ogiltiga röster      | Ogiltiga röster                           | 29             |        |        |                  |                  |
| Totalt               | Totalt                                    | 9 620 (58,6 %) |        |        |                  |                  |

Allmänna valmansförbundet (M) ställde upp till val med partibeteckningen Fosterlandet främst. 1 röst hade partibeteckningen Försvaret främst.
Liberalerna (L) och Socialdemokraterna (S) ställde upp till val i en valkartell med partibeteckningen De frisinnade (8 142 röster; 4 566 liberala röster och 3 576 socialdemokratiska). 3 röster på de liberala hade partibeteckningen Frisinnade och nykterhetsvänner och 2 röster på socialdemokraterna Arbetare och bönder - dessa 5 röster räknades inte in i valkartellens röstetal.
Rösterna på övriga partier hade beteckningen Fria gruppen.
Inför valet upptogs 18 642 personer i röstlängden. Av dessa var 16 406 (88,0 %) personer röstberättigade och 2 236 (12,0 %) icke röstberättigade.